# 納西安省
8°27′N 3°28′W / 8.450°N 3.467°W

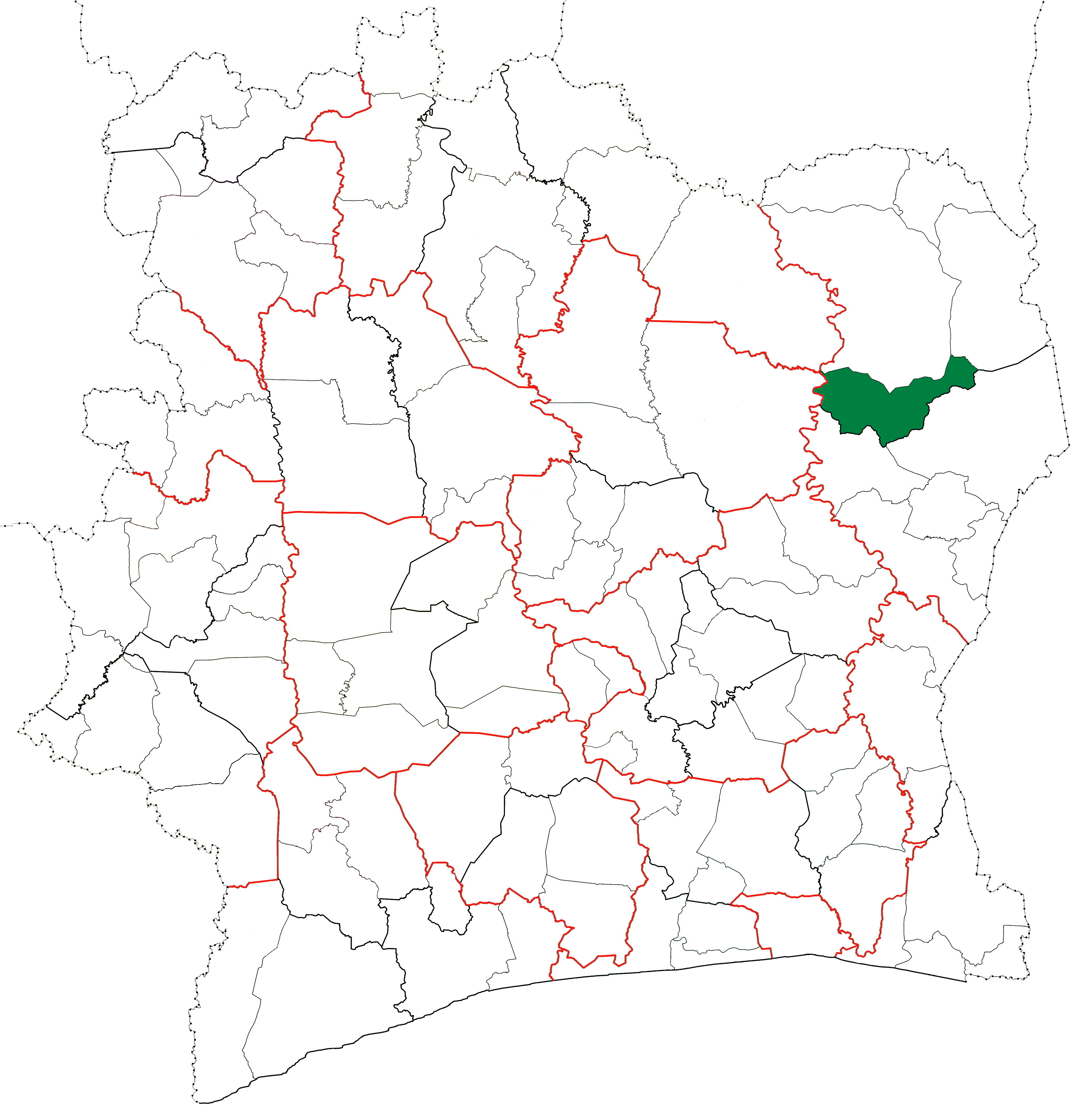

納西安省（Nassian Department），是科特迪瓦的省份，位於該國東北部贊贊區，由本卡尼大區負責管轄，東北面是布納省，南面是貢圖戈大區。 成立于2005年7月7日。2014年人口为44,528。 